# Вереда (Баия)
Вереда (порт. Vereda)  —  муниципалитет в Бразилии, входит в штат Баия. Составная часть мезорегиона Юг штата Баия. Входит в экономико-статистический  микрорегион Порту-Сегуру. Население составляет 6 700 человек на 2006 год. Занимает площадь 782,159 км². Плотность населения — 7,7 чел./км².

## История
Город основан в 1989 году.

## Статистика
- Валовой внутренний продукт на 2003 год составляет 37 531 517,00 реалов (данные: Бразильский институт географии и статистики).
- Валовой внутренний продукт на душу населения на 2003 год составляет 5 460,72 реалов (данные: Бразильский институт географии и статистики).
- Индекс развития человеческого потенциала на 2000 год составляет 0,597 (данные: Программа развития ООН).